# Hugo Vera Oviedo
Hugo Ismael Vera Oviedo, noto semplicemente come Hugo Vera (Asunción, 1º gennaio 1991), è un calciatore paraguaiano, difensore dell'Argentino (MM).

## Caratteristiche tecniche
È un terzino destro.

## Carriera
Cresciuto nel settore giovanile dell'Olimpia, ha esordito in prima squadra il 17 febbraio 2010 disputando l'incontro di campionato vinto 3-1 contro lo Sportivo Trinidense.

## Palmarès

### Club

#### Competizioni nazionali
- Campionato paraguaiano: 1

Olimpia: Clausura 2011